# Skookumchuck Narrows
Koordinaten: 49° 44′ 6″ N, 123° 53′ 24″ W

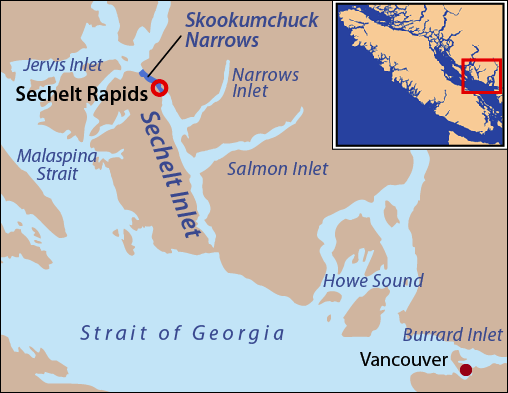
Lage der Skookumchuck Narrows

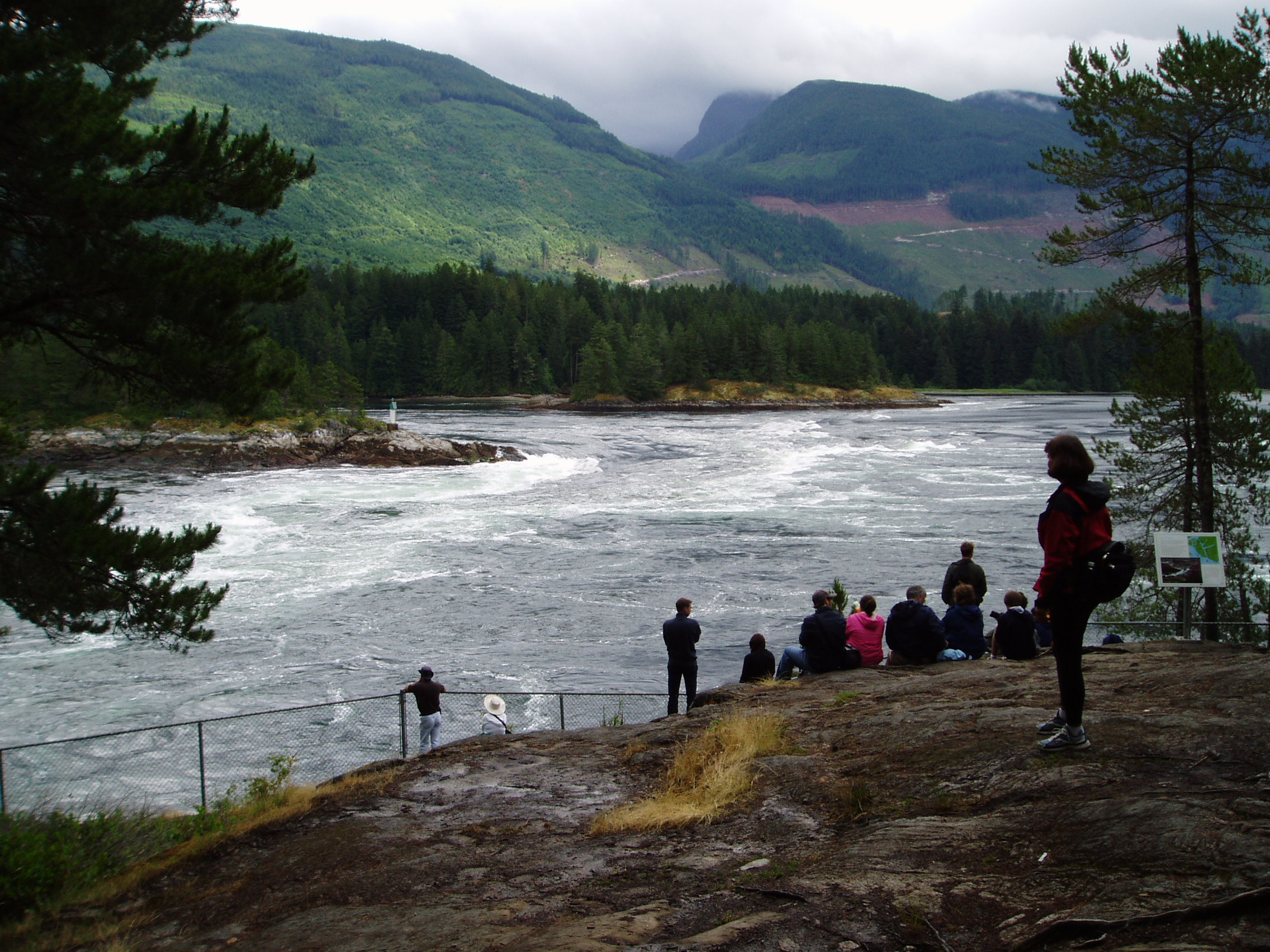
Die Skookumchuck Narrows

Die Skookumchuck Narrows ist eine Gezeitenstromschnelle am Übergang vom Jervis Inlet zum Sechelt Inlet in British Columbia, Kanada.

## Etymologie
Skookumchuck ist ein Wort in Chinook Wawa und setzt sich aus skookum = stark, kräftig, wild und chuck = Wasser zusammen. Sinngemäße Übertragung ist Stromschnelle bzw. Wildwasser.

## Geografie
Die Skookumchuck Narrows liegen an der „Sunshine Coast“ in British Columbia und sind die einzige Verbindung zwischen dem Sechelt Inlet mit seinen beiden Seitenfjorden Salmon Inlet und Narrow Inlet und dem Pazifik. Die Stromschnellen haben am Eingang bei „Boom Inlet“ in der Regel einen Gezeitenhub zwischen 2 Meter und 5 Meter. Der Durchsatz einer Tide durch die Narrows beträgt über 750 Millionen Kubikmeter. Die Strömung erreicht dabei Geschwindigkeiten bis zu 32 km/h, der Wasserspiegel nach der Gezeitenstromschnelle liegt bis zu 2 m tiefer als vor der Schnelle.
Zum Schutz der Gezeitenstromschnelle wurde das Gebiet 1934 in den Sechelt Provincial Forest integriert, 1957 wieder herausgelöst und als Skookumchuck Narrows Provincial Park eingerichtet. Der ursprünglich 40,5 ha große Park wurde über die Jahre schrittweise vergrößert und umfasst gegenwärtig 123 ha.
Die Skookumchuck Narrows werden gelegentlich irrtümlicherweise als die schnellste Gezeitenstromschnelle der Welt bezeichnet, der Saltstraumen in Norwegen ist jedoch schneller.

## Kanusport
Besonders im Kanusport ist die Gezeitenstromschnelle weltweit bekannt und ein berühmter Salzwasser-Rapid. Zeitweilig finden sich mehrere dutzend Kanus, vom Wildwasserboot bis zum Seekajak, zum Surfen ein.

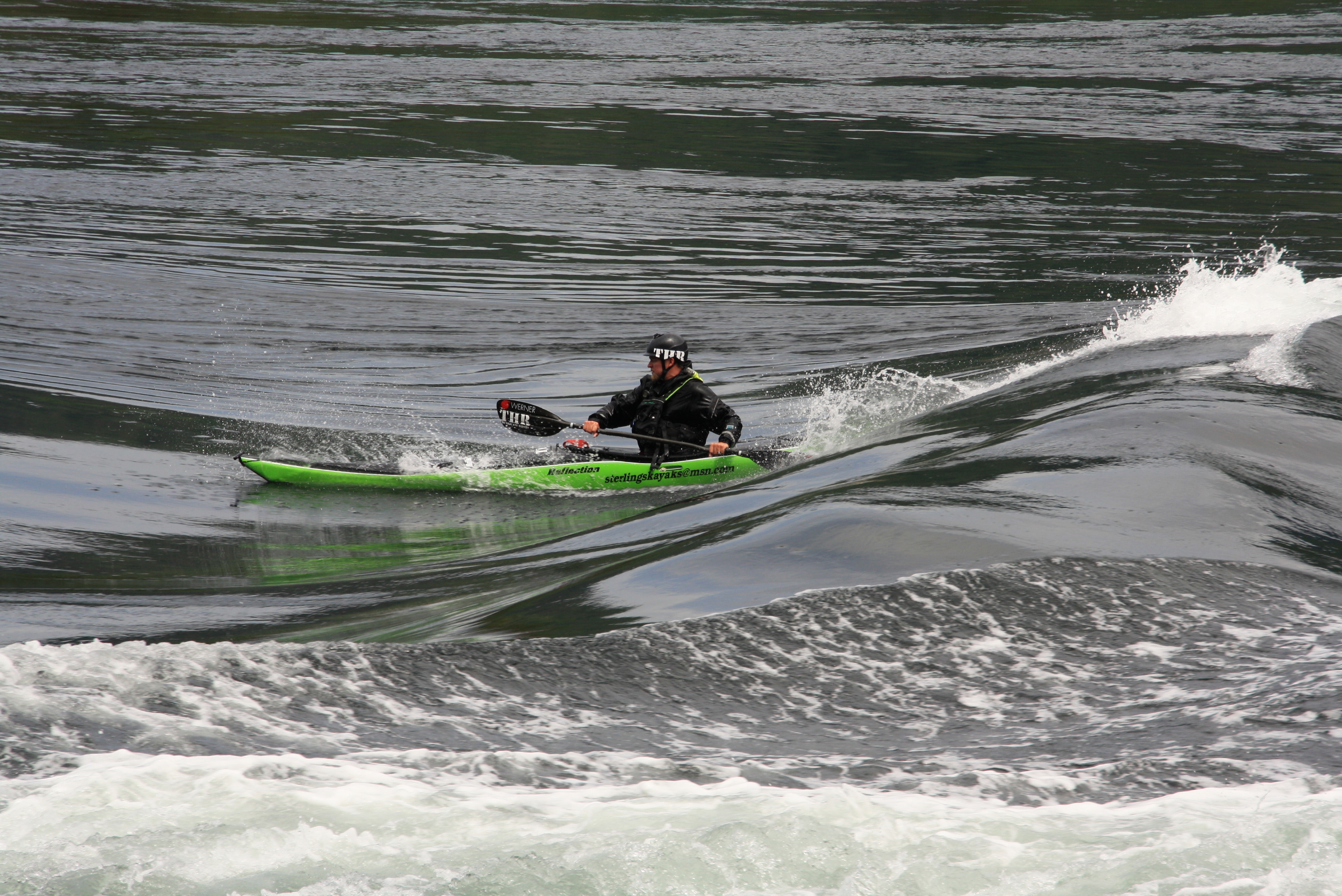
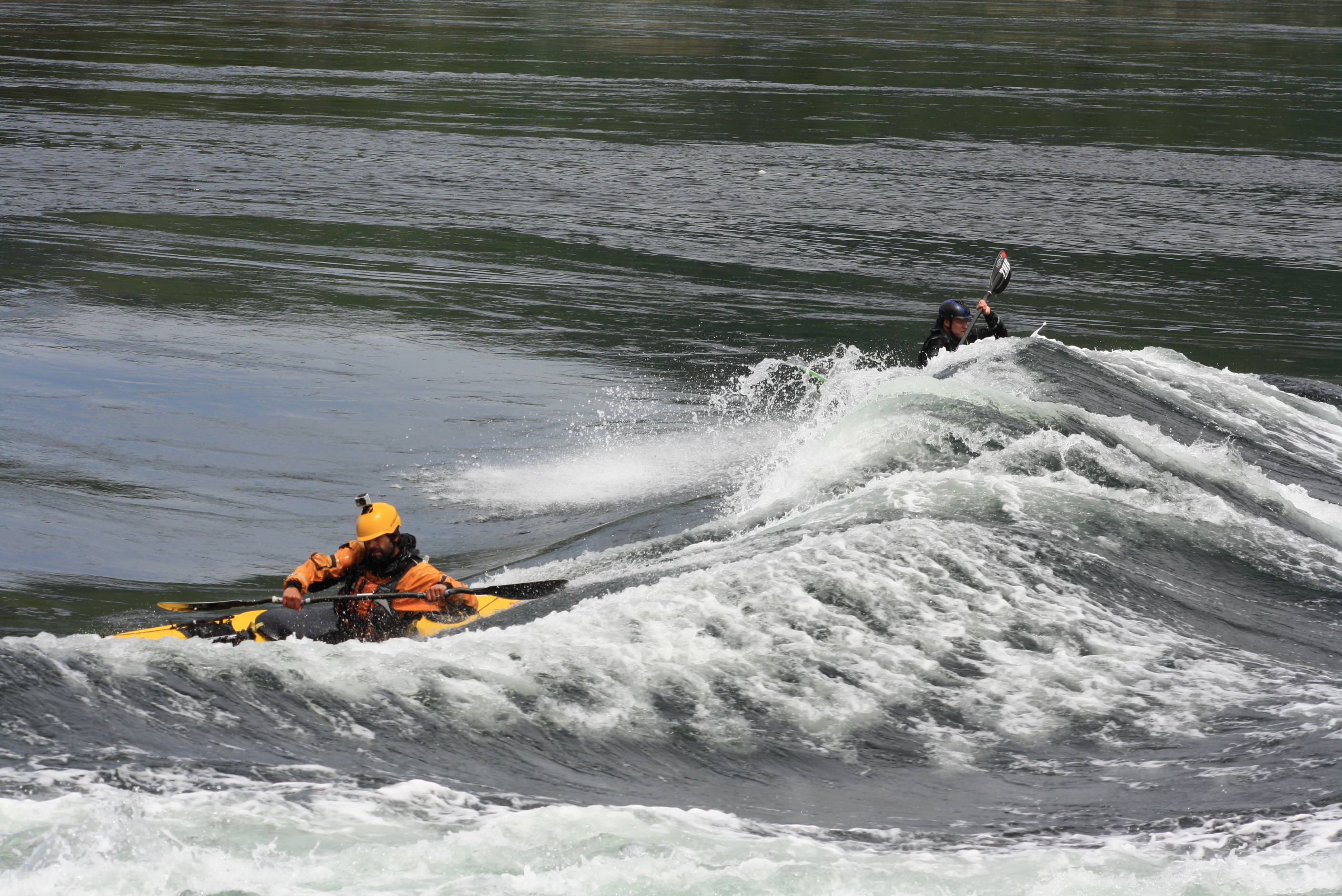
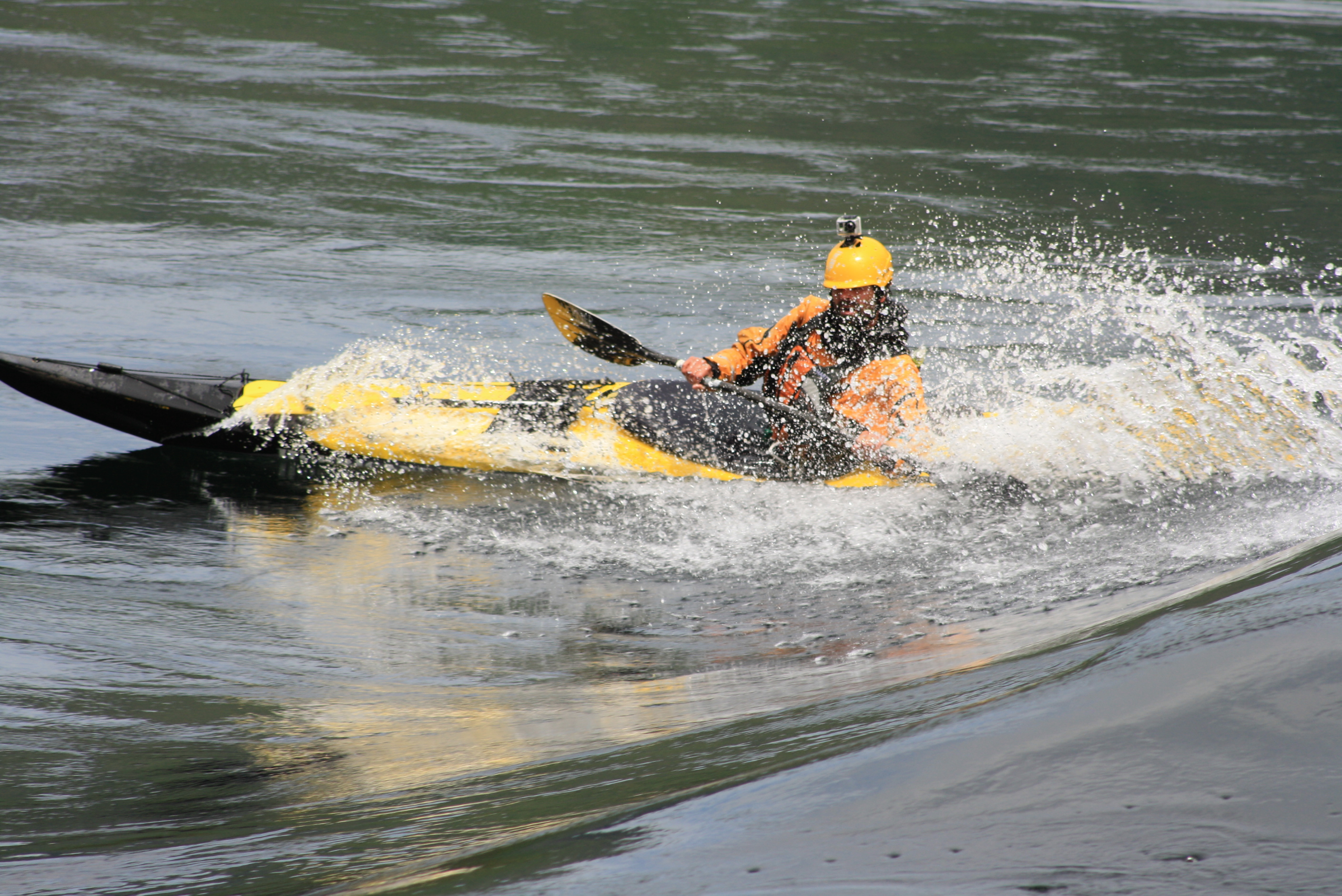